# Walter Meischberger
Walter Meischberger (* 21. September 1959 in Innsbruck) ist ein österreichischer Unternehmer und ehemaliger Politiker der FPÖ.

## Leben
Walter Meischberger wurde als Sohn eines ÖVP-Gemeinderates von Kematen in Tirol geboren. Nach der Pflichtschule absolvierte er die Höhere Technische Lehranstalt Pinkafeld in der Fachrichtung Heizung, Sanitär- und Klimatechnik.
Dort lernte er Gernot Rumpold kennen. Nach dem Schulabschluss als Heizungstechniker und Ableistung des Präsenzdienstes arbeitete er ab 1981 zunächst im elterlichen Betrieb. Nebenberuflich unterrichtete er ab 1982 an der Berufsschule für Installateure in Innsbruck. Im Jahre 1985 eröffnete er in Innsbruck einen Mineralölhandel und betrieb zwei Tankstellen, die er später wieder verkaufte.
Im Jahre 1987 kam es zu einer persönlichen Begegnung mit dem damaligen FPÖ-Chef Jörg Haider. Meischberger wurde zunächst Ortsgruppenobmann der FPÖ in Kematen. Von 1988 bis 1991 war er Landesgeneralsekretär der FPÖ Tirol und von 1991 bis 1995 Landesparteiobmannstellvertreter. Dreimal war Meischberger Spitzenkandidat der FPÖ-Tirol. In der Bundespartei war er von 1989 bis 1990 Bundesgeschäftsführer und von 1990 bis 1995 Generalsekretär.
Ab 1990 bekleidete er auch das Amt des Geschäftsführers der Neuen Freien Zeitung, der Parteizeitung der FPÖ. Meischberger war als bundesverantwortlicher Wahlkampfleiter für die Umsetzung und Organisation der Nationalratswahlen zuständig. Zusammen mit Gernot Rumpold und Peter Westenthaler wurde er Haiders sogenannter „Buberlpartie“ zugerechnet und gilt als erstes, so genanntes „Ur-Buberl“.
Im April 1989 wurde Meischberger jüngster Abgeordneter der zweiten Republik im Bundesrat. Von 1990 bis 1999 war er Abgeordneter zum österreichischen Nationalrat und war von 1995 bis 1999 stellvertretender FPÖ-Klubobmann. Im Parlament war Meischberger in Ausschüssen für Verkehr, Außenpolitik und Wirtschaft tätig, sowie Medien-, Autofahrer- und Südtirol-Sprecher seines Klubs.
Nach einer Verurteilung wegen Anstiftung zur Steuerhinterziehung, begangen im Zuge seiner Beratertätigkeit bei einem Klubwechsel eines Fußballers, musste Meischberger auf öffentlichen Druck im Februar 1999 sein Mandat zurücklegen. Nach dem Mandatsverzicht einiger Abgeordneter wäre Meischberger im April desselben Jahres berechtigt gewesen auf der Liste der FPÖ nachzurücken und so wieder in den Nationalrat einzuziehen. Noch vor der Angelobung wurde er jedoch aus der FPÖ ausgeschlossen. Meischberger hat sein Mandat nicht angetreten und damit, 39 Tage vor dem Erreichen der notwendigen zehn Jahre Zugehörigkeit zum Parlament, auf seine Politikerpension „verzichtet“. Tatsächlich soll er dafür von der FPÖ 2,5 Millionen Schilling (181.682 Euro) in Form eines Überbringersparbuchs erhalten haben.
Ab 1994 stieg er in den Textilhandel ein und war an zwei Modeboutiquen beteiligt, die inzwischen (2010) geschlossen sind. Im Mai 1997 gründete die REKLAME BÜRO Werbe GmbH, welche sich im November umbenannt und nach einer weiteren Umbenennung seit April 2005 ZehnVierzig Agentur für strategische Kommunikation GmbH heißt.
Er ist 100 %-Gesellschafter und Geschäftsführer dieser Wiener Firma. Im Jahre 2000 hat Meischberger das Seitenblicke Magazin gegründet, geleitet und in der österreichischen Medienlandschaft etabliert. 2004 hat er seine Anteile an der Seitenblicke Verlags GmbH an die Red Bull GmbH verkauft.
Im Herbst 2006 wurde Meischberger, 1998 aus dem ORF-Kuratorium ausgeschieden, auf Vorschlag des BZÖ als Regierungsvertreter in den ORF-Stiftungsrat entsandt, aus dem er nach dem Regierungswechsel zum Kabinett Gusenbauer wieder ausgeschieden ist.
Im Jahre 2007 gründete er mit Karl-Heinz Grasser und Agenturbesitzer Peter Hochegger die Kommunikationsagentur Valora Solutions Projektbegleitung GmbH, als Tochtergesellschaft der ZehnVierzig Agentur. Sowohl Mutter- als auch Tochtergesellschaft stehen zwischenzeitlich im alleinigen Eigentum von Meischberger.

## Politische Affären
Meischberger ist in zahlreiche politische Affären verwickelt. Laut Staatsanwaltschaft soll er von zahlreichen Privatisierungen profitiert haben, die sein Freund Karl-Heinz Grasser als Finanzminister auf den Weg brachte.

### BUWOG-Affäre
Im September 2009 erstatteten Meischberger und Hochegger Selbstanzeige wegen Steuerhinterziehung. Beim Verkauf der staatlichen Immobiliengesellschaft BUWOG an die Immofinanz, von seinem Freund und damaligen Finanzminister Grasser initiiert, hatte Meischberger im Jahr 2004 für acht Millionen Euro Provision weder Einkommensteuer noch Umsatzsteuer gezahlt.
Die nunmehr auch auf der Website des österreichischen Parlaments einsehbaren Telefon-Abhör-Protokolle von Meischbergers Telefongesprächen mit Karl-Heinz Grasser wurden von der Wiener Wochenzeitschrift Falter erstmals veröffentlicht und in der Folge von anderen Medien zitiert.
Mit seinem legendären Ausspruch „Da bin ich supernackt“ signalisierte er, dass er sich nicht erinnern kann, für welchen Teil seiner Leistung er eine Provision in der Höhe von 700.000 Euro bekommen hätte (im Wiener Dialekt wird mit „nackt“ seine „geistige Nacktheit“ im Sinne von Unwissenheit oder Einfältigkeit gemeint, wie in Georg Danzers Lied Jö schau dargestellt).
Sein Sager „Wo woa mei Leistung?“ aus einem Telefongespräch mit Ernst Plech wurde von der Forschungsstelle für Österreichisches Deutsch als Unspruch des Jahres 2011 ausgezeichnet.

### Terminal Tower Affäre
Die Affäre um den Terminal Tower in Linz gilt als Nebenschauplatz der BUWOG-Affäre. Die Projektbetreiber des Terminal Tower, die Raiffeisenlandesbank Oberösterreich und die Porr versuchten, die Finanzlandesdirektion Oberösterreich als Mieter zu gewinnen. Der damalige österreichische Finanzminister Grasser lehnte die Übersiedlung der ihm unterstellten Finanzlandesdirektion zunächst ab, revidierte seine Entscheidung jedoch kurz nachdem die UBM Realitätenentwicklung (UBM) an Meischberger und Hochegger ein Beratungshonorar von 200.000 Euro auszahlten, um „Hindernisse in Zusammenhang mit einem von der Porr in Linz entwickelten Büroprojekt aus dem Weg zu räumen“.

### Tetron-Affäre
Weiters ist Meischberger in die Tetron-Affäre verwickelt, bei der der Lobbyist Alfons Mensdorff-Pouilly die Ausschreibung eines digitalen Funksystems für Behörden und Einsatzkräfte zugunsten des Tetron-Konsortiums bestehend aus Motorola, Alcatel und Telekom Austria beeinflusst hatte.

### Novomatic-Affäre
Die Wochenzeitschrift Falter veröffentlichte im Januar 2012 neue Details zur Novomatic-Affäre. Im Jahr 2006 hätten – so der ÖVP-Parlamentarier Günter Stummvoll in einer Zeugenaussage – Grassers Leute den ÖVP-Parlamentsklub förmlich „überrumpelt“, um eine Aufweichung des Glücksspielmonopols zu erreichen. Davon hätten der Automatenkonzern Novomatic und die Telekom Austria profitiert, die bereits Pläne für ein gemeinsames Projekt ausgearbeitet hatten. Insgesamt sollen von Novomatic 465.000 Euro an die Firma Valora Solutions geflossen sein, an der neben Grasser und Hochegger auch Meischberger beteiligt waren.

### Anklage
Am 21. Juli 2016 gab die Wirtschafts- und Korruptionsstaatsanwaltschaft bekannt gegen Meischberger sowie Karl-Heinz Grasser, Peter Hochegger, Ernst Plech und zwölf weitere Personen in den Causae BUWOG und Terminal Tower Anklage zu erheben. Der verursachte Gesamtschaden beläuft sich laut Anklage auf zehn Millionen Euro, woraus sich ein Strafrahmen von bis zu zehn Jahren Haft ergibt.
Am 4. Dezember 2020 wurde er erstinstanzlich zu sieben Jahren Haft verurteilt. Das Urteil ist noch nicht rechtskräftig. Am 24. März 2025 wurde die Haftstrafe vom Obersten Gerichtshof auf 3,5 Jahre halbiert und ist damit rechtskräftig.

### Privatinsolvenz
Seit 2023 befindet sich Meischberger im Wesentlichen als Folge von Schadenersatzforderungen aus der Buwog-Affäre in Privatinsolvenz. Die Forderungshöhe gegen ihn beträgt 17,25 Millionen Euro, davon 16,2 Millionen von Seiten der Republik Österreich.

## Privates
Meischberger ist geschieden und Vater zweier Kinder. Bei der Hochzeit des damaligen Finanzministers Karl-Heinz Grasser mit Fiona Pacifico Griffini im Jahre 2005 war Meischberger Trauzeuge.